# Román folklór
A román folklór két nagy kategóriára oszlik: a paraszti vagy falusi folklór és a városi folklór. Mivel a román lakosú városok viszonylag későn alakultak ki, és lakosaik többnyire falusi környezetből kerültek oda, a városi folklórt meglehetősen erős szálak fűzik a falusihoz.
A román folklórban vannak egyes régi, balkáni és római elemek, de ezekre rárakódtak több más néptől átvettek is. A román folklór ezek szintézise, eredetisége abban nyilvánulva meg, ahogyan ezen elemekből válogat, és ahogyan összeötvözi őket.
A folklórnak nagy jelentősége van a román kultúrában, főleg a művelt szépirodalom kibontakozásában. Ez csak a 18. században, tehát az újkorban kezdett kialakulni, ezért esetében a folklór ugyanúgy szolgált alapul, mint más irodalmak esetében az újkorig létező művelt irodalom, ezért a román művelt irodalmat mélyen áthatja a népi alkotás szelleme.

## Falusi folklór
Egykor az egész falusi életet sajátos vonások jellemezték, beleértve a szellemi kultúráját is, mely elsősorban a népi mitológiát foglalja magában. Ebből indulnak ki az eredetileg rituális népszokások, és többé-kevésbé tükrözik a viseleten, egyéb használati tárgyakon és az épületeken található művészi elemek, valamint a falun gyakorolt tulajdonképpeni művészetek is, mint a zene, a tánc, a népköltészet és a népi próza.
A 19. század második felében beinduló modernizáció folyamatosan, és a 21. századra gyökeresen megváltoztatta a román társadalmat, aminek következménye többek között a falusi folklór sorvadásnak indulása is volt, azaz csaknem teljesen elveszítette eredeti funkcióit, és megváltozott. Az, ami megmaradt belőle vagy az, amivé vált, inkább a nem népi kultúrához hasonlít abban az értelemben, hogy az emberek többsége nem gyakorolja, hanem nézőként vagy/és hallgatóként talál benne esztétikai élvezetet vagy szórakozást. Szakemberek megállapítják, hogy a folklór szórakoztató, a divatnak alárendelt „fogyasztási cikk” lett, de azt is, hogy a folklór már semmiképpen sem lehet ugyanolyan, mint az eredeti, a gyökeresen megváltozott társadalmi körülmények miatt, legfeljebb értelmiségiek törekedhetnek tudatosan arra, hogy az eredetihez minél közelebbi alakban maradjon fenn, amint az a magyar táncházmozgalomban történik. Ugyanakkor a fogyasztási cikk jellegű népművészet viszonya a hagyományos folklórhoz, az előbbi művelői és fogyasztói is kutatásra érdemesek.
A román folklórnak mindig voltak közös vonásai, és idővel bizonyos fokú uniformizáció is történt, de ennek ellenére még mindig elég jól kirajzolódnak a különböző régiók közötti különbségek.

### Használati tárgyak
Egykor a mindennapi falusi használati tárgyak is viseltek jellegzetes díszítő elemeket. A 21. században ez már nem jellemző, de a hagyományos formák és színek még fennmaradtak, bár nem egészen az eredetiekhez hasonlóan, az ünnepekkor és a folklóregyüttesek által előadásokon használt népviseletben, valamint városiak által is lakásdíszítésre használt tárgyakban.

Máramarosi népviseletek

#### Népviselet

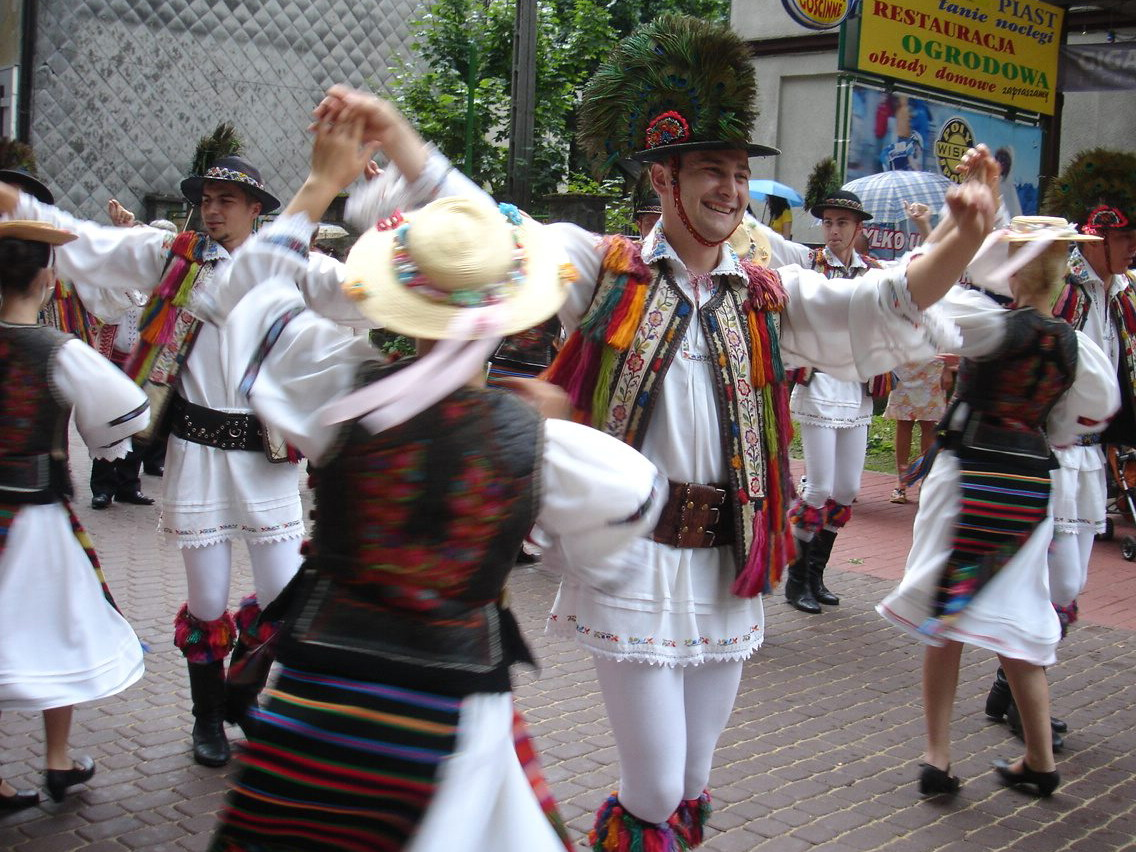
Beszterce-Naszód-megyei népviseletek

A román népviselet hasonlít valamennyire a balkáni népekére. Régiótól, évszaktól, alkalomtól, viselőik nemétől és korától függően változik. A női viselet általában hosszú, fehér, hagyományosan otthon szőtt lenből vagy kenderből, a déli megyékben pamutból, esetleg selyemből készült, és gazdagon hímzett felsőrészes ingből áll, mely derékon aluli részét gyapjúból szőtt színes, régiótól függően egy elöl viselt, két elöl-hátul viselt, vagy egy, a testet körülvevő kötényféle takar. A fejet színes mintás kendő takarja. Hűvösebb időben begombolatlan, egyes régiókban zárt, szőrével befelé fordított birkabundából készült, gazdagon hímzésekkel díszített mellényt viselnek, télen pedig posztóból készült kabátot. Hagyományos lábbelijük a bocskor, melyet egyenletesen a lábszárra csavart keskeny szíj rögzít. Ékszerként például Máramarosban apró, több színű üveggyöngyökből készült nyakékeket és karpereceket, déli megyékben pedig arany vagy ezüstpénzérmékből készült nyakláncokat viselnek.

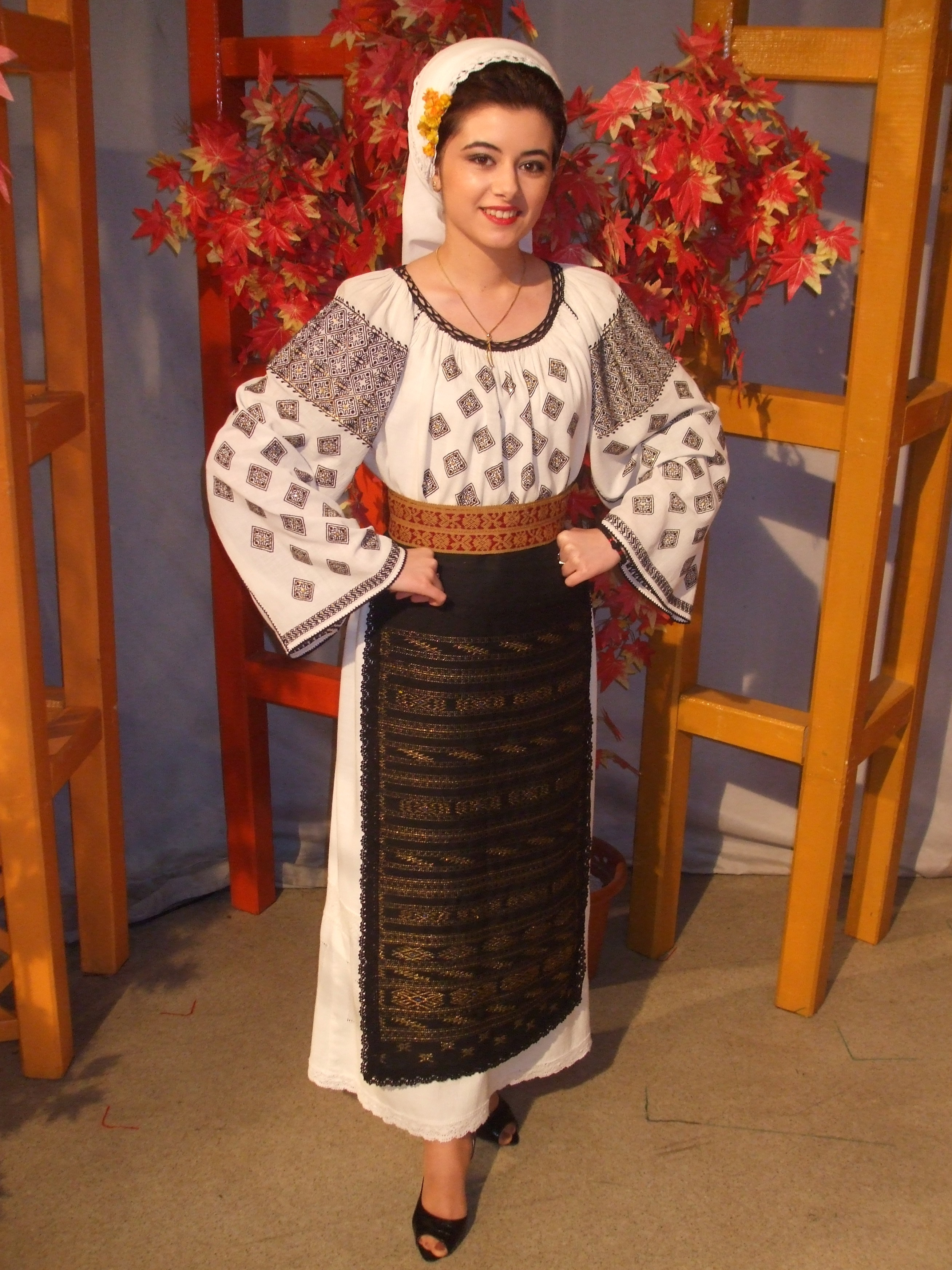
Izabela Tomiță népdalénekes olténiai viseletben

A Bihar, Szatmár és Máramaros megyékbeli férfiviselet szabása erősen eltér a többi régióban találhatótól. Az előbbi régióban rövidebb inget és nyáron alul bő gatyát viselnek, a többiben pedig hosszabb inget és lábszárhoz simuló gatyát. Télen posztóból készült nadrágot szoktak viselni. Ezek a ruhadarabok is ugyanazokból az anyagokból készülnek hagyományosan, mint a nőiek. A férfiing is hímzett, bár diszkrétebben, mint a női, derékban régiótól függően bőr- vagy gyapjúból szőtt öv szorítja össze. A férfiak is hétköznapokon bocskort viseltek egykor, de ünnepnapokon csizmát. Fejükön a melegebb évszakokban kalapot, mely régiónként nagyon változó alakú lehet, télen pedig kucsmát viselnek. Az ő ruházatukhoz is tartozik a bőrmellény, és télen a posztóból készült kabát. A ruházat díszítéseinek alapszínei a fekete, a piros, a sötétbarna, a kék, a zöld és a lila.

#### Kerámia

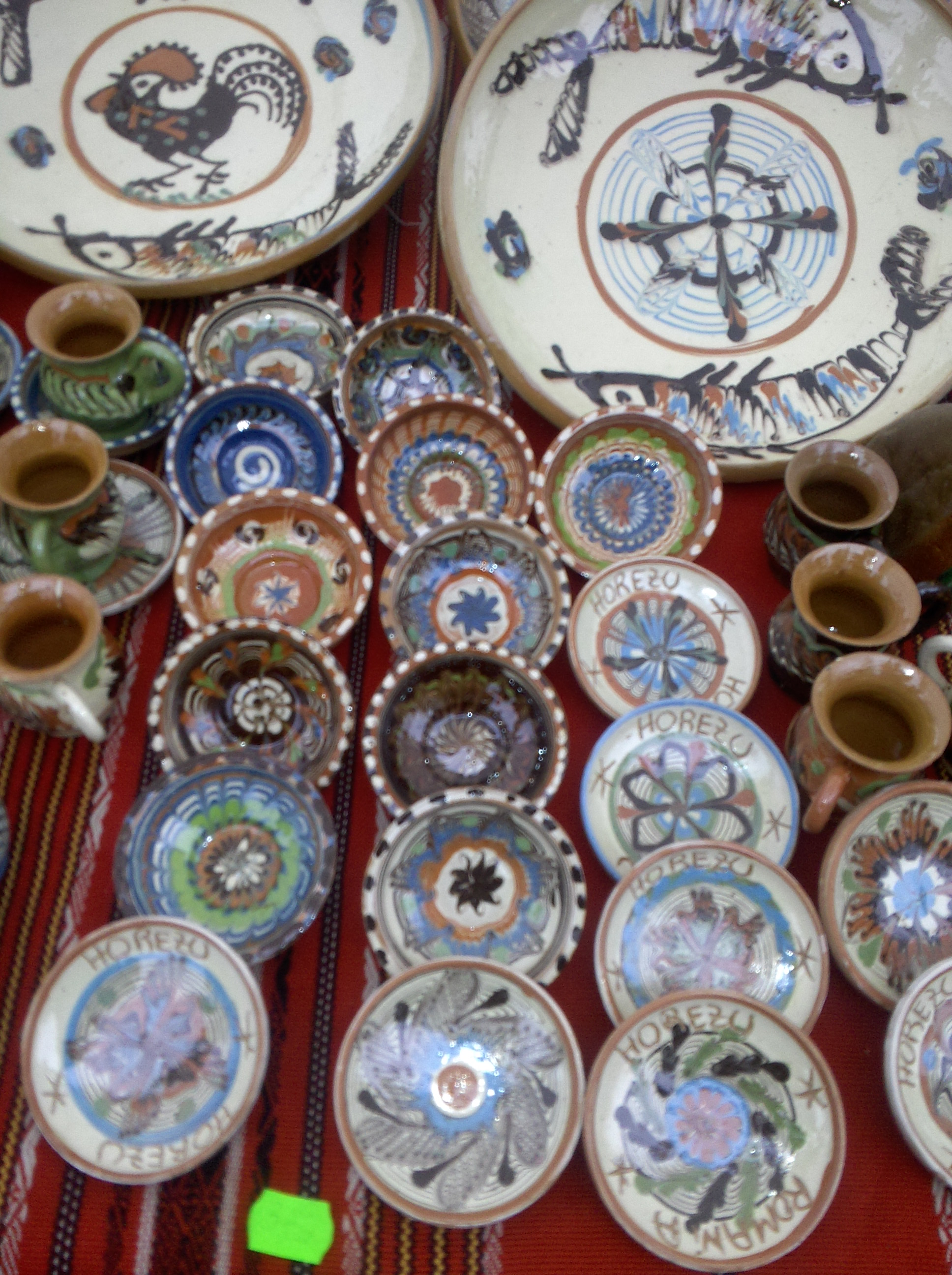
Horezui kerámiaedények

Agyagedényeket már gyakorlatilag nem használnak, de a hagyományos formák és színek megvannak emléktárgyakként készített kerámián: fazekakon, tányérokon, csuprokon stb. Égetési technológiától függően van vörös és fekete kerámia. Moldvában különféle alakú kerámiákat készítenek, melyek között felismerhetők régi, görög-római formák is. Fekete, kővel csiszolt kerámiát készítenek például Bukovinában. Máramarosban vörös, csiszolatlan edények találhatók. Zománcozott színes díszítésű kerámia is van. Ezek leghíresebb készítői a vâlcea-megyei Horezu helységben dolgoznak. Ezt a kerámiát felvették az UNESCO Szellemi kulturális örökségének listájára. Alapszínük sárgás-fehér, téglavörös, zöld és kék színű, geometrikus, növényi és állati alakú díszítéssel.

#### Növényi anyagból font tárgyak
Növényi anyagból font tárgyakat is nagy választékban készítenek. Alapanyaguk lehet gyékény, rekettyefűz- vagy mogyoróvessző, szalma vagy kukoricahéj. Mindenféle nagyságú, alakú és rendeltetésű kosarakat fonnak, halat fogó alkalmatosságokat, gerendára és vállra akasztható hordozható bölcsőket, vastagabb mogyorófa-vesszőből kerítéseket stb. készítenek.

#### Szőttesek

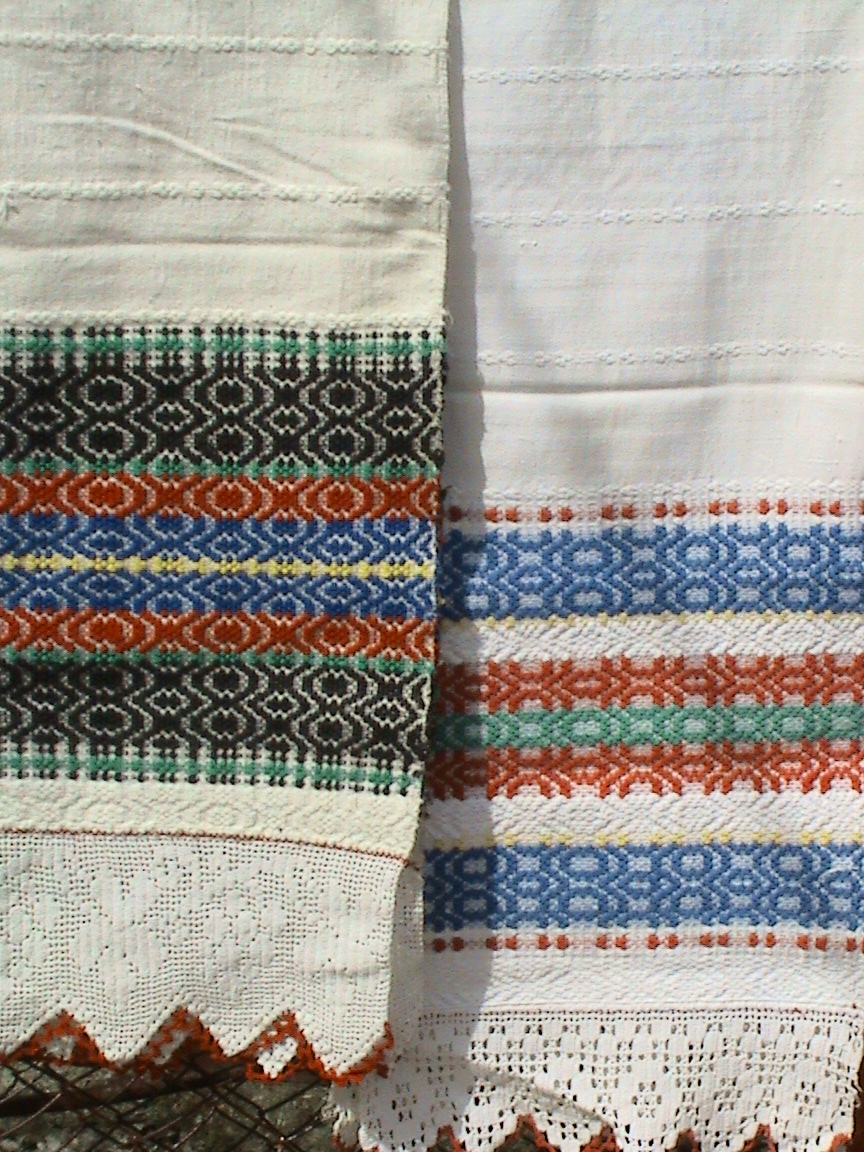
Szeben-megyei törülközők

Még a 20. század közepe feléig is falun többnyire otthon feldolgozott (font és szőtt) lenből, kenderből, gyapjúból készítették nemcsak a ruházatot, hanem különféle motívumokkal és színekkel díszített szőtteseket is: törülközőket, ágyneműt, faliszőnyegeket. Az utóbbiak is szerepelnek az UNESCO Szellemi kulturális örökségének listáján, a moldovaiaikkal együtt. Művészetük Argeș megyében, Muscel vidéken a legjelentősebb.

### Építészet

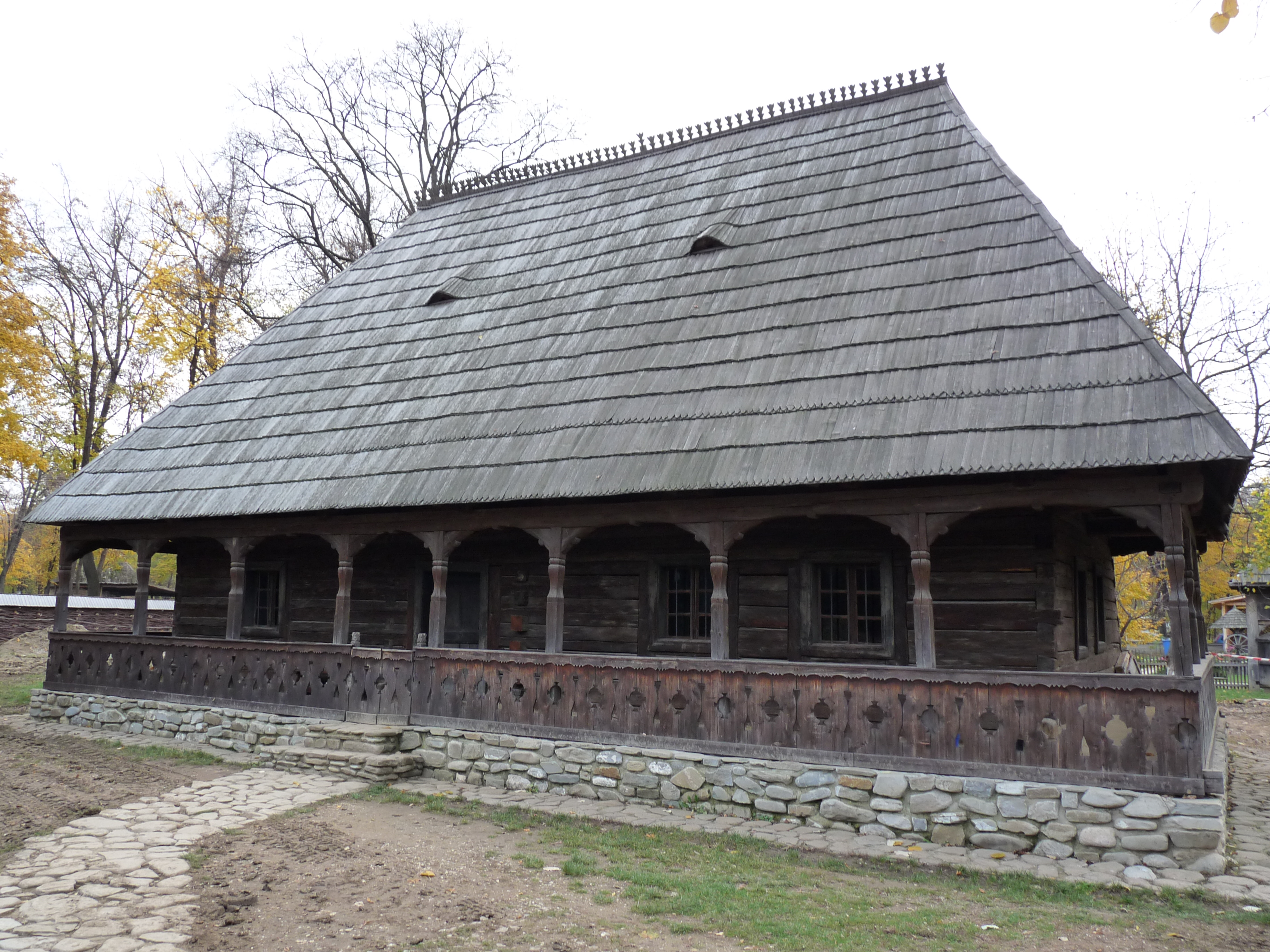
Régi máramarosi ház

Egyre ritkábban ugyan, de találhatók még egyes vidékeken, mint Máramaros, a Mócvidék, a Duna-delta és Bukovina, román hagyományos parasztházak. Más vidékekről származók már csak falumúzeumokban vannak. A házak anyaga és alakja gyakorlati tényezőktől függ: a vidék éghajlata és gazdasági lehetőségei, az alapanyagok hozzáférhetősége stb. Máramarosban például a házak fából készültek kőalapzaton, és a háznál olykor háromszor magasabb, meredek lejtésű zsindelytetővel, az esők és a hó miatt. A Duna-deltában ellenben, a melegebb klíma miatt a tetők sokkal enyhébb letjésűek, és a faanyag hiánya miatt nádból készült fedelük van, miközben a paticsfal a jellegzetes. A magas tetős padláson tartós élelmiszereket tároltak: lisztet, füstölt húst és szalonnát. Ott ahol az állattartás volt a főfoglalkozás, mint Máramarosban, a csűr magasabb volt a háznál is, mert a padlásán elég szénát kellett tárolni télre. A bortermelő vidékeken a házak emeletesek voltak, lent volt a pince, az emeleten pedig a lakás. Mesteremberek háza is ilyen volt, a földszinten volt a műhelyük.

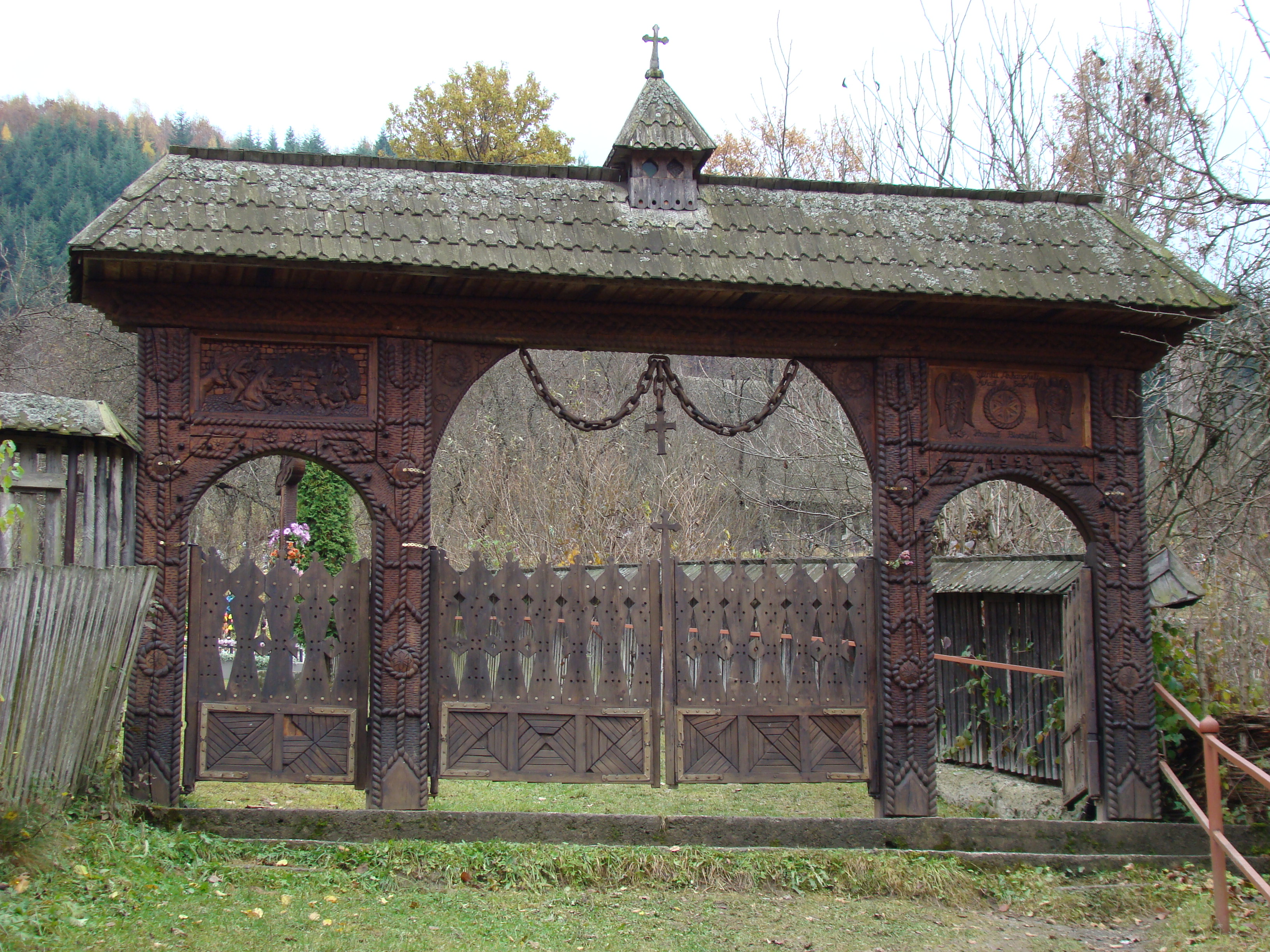
Máramarosi kapu

A különbségek ellenére van néhány közös vonásuk is a román parasztházaknak. A régibbek, szegényesebbek tornácból, pitvarból és egy szobából álltak, a ház mögött pedig egy kamra volt. A többszobás házak a 19. században jelentek meg. Az egyik szoba a „szépszoba” volt, amit csak különösebb alkalmakkor használtak: vendégeket fogadtak benne ünnepekkor, fontos családi eseményeket ültek meg benne, itt tartották az legszebb bútorokat és az ünneplő ruhákat. Faragásos oszlopaival a ház legdíszesebb része a tornác volt. A házat többnyire kontytető fedte.
Egyes régiókban, mint például Máramarosban, készítenek még monumentális jellegét tekintve a székelykapura hasonlító, de más motímuvokkal faragott kapukat.

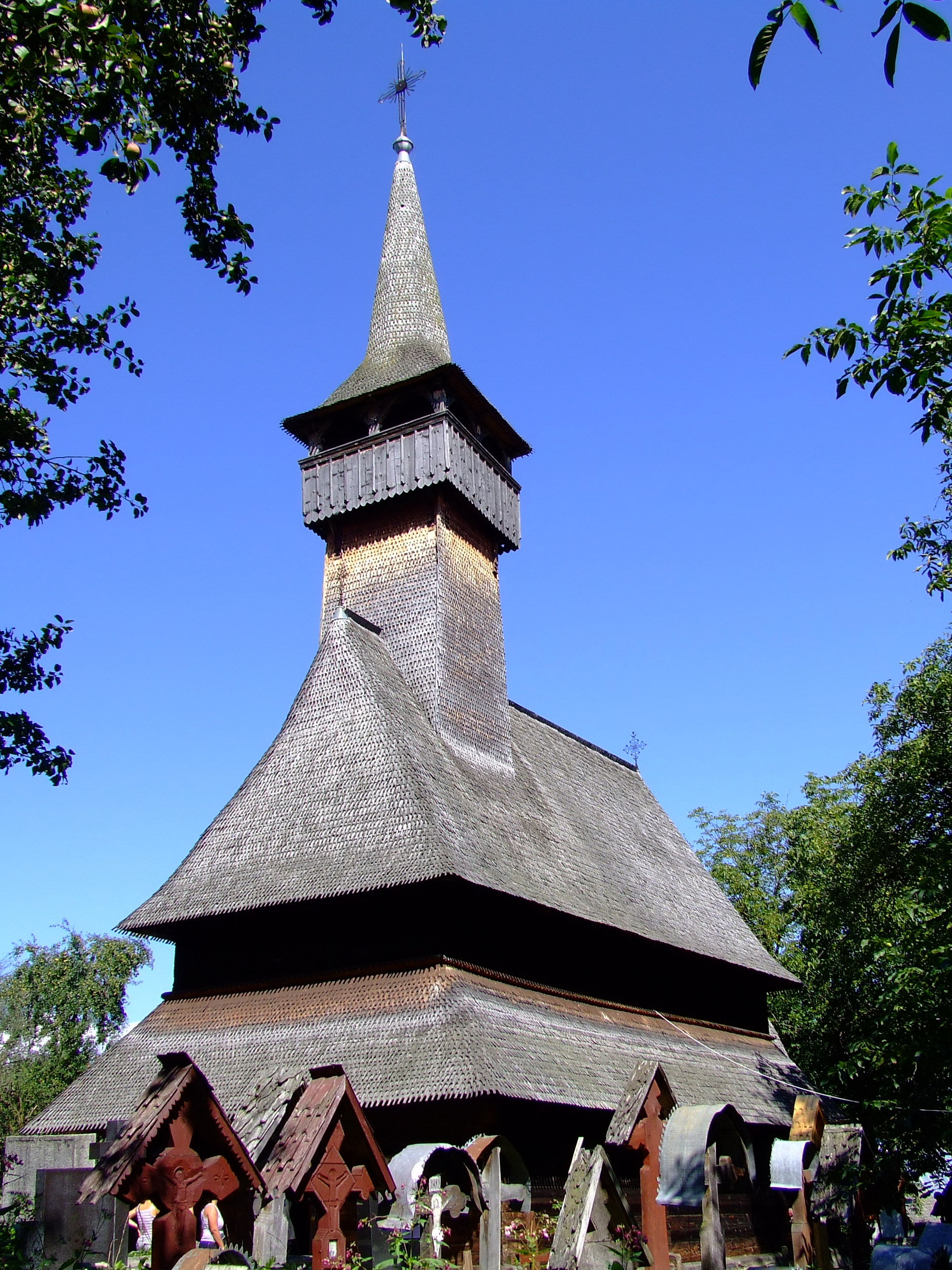
Máramarosi fatemplom (Jód faluban)

A népi építészethez tartoznak a zsindellyel fedett, keskeny és hegyes tornyú fatemplomok is, melyekből Máramarosban lehet látni a legtöbbet. Ezek közül nyolcat felvettek az UNESCO Világörökségi helyszínek listájára.

### Zene
Egyes szakemberek világosan megkülönböztetik a zenei folklórt [(románul) folclor muzical], más néven parasztzenét [(románul) muzică țărănească] attól, amit a köznyelvben népzenének [(románul) muzică populară] hívnak. Az utóbbi annak az elnevezése lett, ami az előbbiből indul ki, de lényegesen különbözik tőle abban, hogy előadásokon, versenyeken, fesztiválokon, a televízióban művelik műkedvelők és hivatásosok, olykor viszonylag nagy zenekar közreműködésével. E szakemberek szerint ez a valódi folklórnak a giccses meghamisítása.

#### Ének
Hagyományosan a népdalt hangszeres kíséret nélkül énekelték. A nem alkalomhoz kötött énekfajták közé sorolják az epikai-lírai jellegű balladát, mely a magyar folklórban is megtalálható, valamint a doina daltípust. Ezt a szabad ritmusú, nagyon díszített, többnyire melizmatikus és improvizatív dalt a falusi ember egymagában énekelte azért, hogy bánatát enyhítse. Nem tévesztendő össze az akármilyen lassú lírai népdallal, melyet színpadon, hangszeres kísérettel adnak elő doina elnevezéssel. A doina felkerült az UNESCO Szellemi kulturális örökség listájára. Eredeti alakjában, bár nem teheti másként, mint színpadon vagy TV-műsorokban, Grigore Leșe  népzenekutató professzor műveli szülőföldje, a máramaros-megyei Lápos-vidék doina-változatát.
Legelterjedtebb a nem alkalomhoz kötött dalfajták között az ún. „tulajdonképpeni dal”. Ezt énekli fiatal, öreg, férfi, nő, egymagában vagy mások társaságában, egyedül vagy másokkal együtt, de egy szólamban, szabadtéri munka közben vagy fonóban. Eredetileg érzelmek, lelki állapotok, gondolatok kifejezésére szolgált, leggyakoribb témája a szerelem és a vágyódás. Előfordul, hogy az énekes a dallamot felváltva énekli és játssza valamilyen hangszeren, ami lehet fűszál, falevél, furulya, duda stb. Ennek a dalfajtának a történetében három szakasz különböztethető meg. A régi stílusú a 11–12. században alakult ki, és olyan dialektusai voltak, melyek nagyjából megfelelnek a román nyelvjárásoknak. Jellegzetességei többek között a pentatónia, a nyolc szótagos verssor, az erős hanggal való éneklés, témái a szerelem, a vágyódás, a bú, az idegenbe szakadás, a katonaság, a háború okozta lelkiállapot.
Az új stílusú dal a 18. század vége felé jelent meg. Ez átvette a régi repertoárt, általában ugyanaz volt a tematikája, de megváltoztak az előadás aspektusai. Befolyásolta a katonaság vagy munkavállalás miatt ideiglenesen városba szakadt fiatalok által ott hallott zene, a roma muzsikusok előadásmódja, új hangszerek (hegedű, klarinét, tárogató, cimbalom, egyes vidékeken koboz, később szaxofon, harmonika) használata. Az emberek nagyobb mobilitásának a következményeként a szomszédos zenei dialektusok erősebben hatottak egymásra, mint azelőtt, más helyi etnikumok zenéje is befolyásolta a románt, de még a külföldön tanuló diákok által ott hallott zene is. Látszólag új dalok keletkeztek régiek ritmusának, dallamának, zenei frázisaik sorrendjének a megváltoztatása nyomán, vagy más vidékről származó dalok a helyi zene vonásaihoz való adaptálása nyomán. Egyéb új jelenségek voltak alkalmakhoz kötött dalfajtához tartozó dalok átkerülése a tulajdonképpeni dalok közé, lírai szöveg éneklése táncdallamra, a dal versszakokra és refrénre tagolódása.
A legújabb stílusú népdal a kommunista rendszerben fejlődött ki, propagandaeszközként. Szovjet mintára ekkor jelentek meg az 1980-as évek után is létező azon intézmények, melyekben amatőrök és hivatásosok művelik a népzenét, bár már nem propagandisztikus jelleggel, de nagy mértékben eltávolodva a régi stílustól. Ezt kisebb-nagyobb zenekari kísérettel, dinamikus táncdallamokra énekelt szövegek uralják. Egyes kutatók találnak ebben a stílusban értéktelen produktumok mellett művészi értékeket is, miközben mások az egészet káros giccsnek tartják.
Alkalmakhoz kötött dalfajták a gyerekekéi (például a mondóka), a bölcsődal, a kolinda (karácsonyi és újévi dal), a házassági szokások keretében a menyasszonyhoz, a vőlegényhez, más személyekhez intézett dalok, a sirató stb.

#### Hangszerek
A zenei folklórban használt legrégibb hangszerek a fűszál, a falevél, a halpikkely, és egyéb a természetben található tárgyak, melyeket az ajkak közé helyeznek, a dallamot fúvással és az ajkak mozgatásával képezve. Más egyszerű hangszerek az összeütött botok, a csörgetett lánc, a sarkantyú, a csörgő, a csengettyű, a kolomp stb. Régiek, már hangszerként készítettek a doromb, a dob, a csörgődob és a bika. Régi fúvós hangszer a pásztorok által használt fából készült havasi kürt, melynek újabb, bádogból készült változata is van. Nagy elterjedésűek a többféle furulyák (hatlyukú furulya, tilinkó). Egyéb régi fúvós hangszerek a pánsíp és a duda.
Eredetileg nem népi hangszerek, melyek a 19. század vége felé kerültek a népzenébe a klarinét, a tárogató, a trombita és a szaxofon. A húros hangszerek sem nagyon régiek a zenei folklórban, de egyesek meghonosodtak nemcsak a roma muzsikusok körében, hanem a parasztzenében is. Ilyen a hegedű, az összes régióban, melynek kürttel ellátott változata is használatos Bihar megyében. A két húrú gitárt kísérő hangszerként használják Máramarosban és Olténiában. Azonos funkciója van az ütőgardonnak az Erdélyi-középhegység parasztzenéjében. Inkább a roma muzsikusoknál honos a brácsa, a nagybőgő, a cimbalom és a koboz.
A zenészegyüttesek két-három, olykor négy tagból állnak. Többek között a következő hangszer-kombinációk találhatók: Dobrudzsában furulya és csörgődob, Máramarosban hegedű, gitár és dob, Dél-Erdélyben hegedű, klarinét és cimbalom, Olténiában hegedű, gitár és nagybőgő, Munténiában hegedű, koboz, cimbalom és nagybőgő, Moldvában hegedű, trombita, harmonika és dob.

### Tánc
Koreográfiájukat, dallamaikat és ritmusaikat tekintve nagyon sokféle román néptánc van, melyek az egyik osztályozás szerint két kategóriába tartoznak. Az egyik azokat foglalja magában, melyeket magyar falvakban „vasárnapi tánc”-ként ismert alkalomkor, lakodalomban, búcsúban, muzsikusok által szolgáltatott zene mellett táncoltak. A másik rituális táncokból áll. Ezek a téli ünnepekhez, a tavaszi és nyári földmunkákhoz, a házassághoz és az elhalálozáshoz kötött szokások keretében léteztek.
Egy másik osztályozás szerint van körben, egyvonalban, sorban, csoportosan, párosan művelt tánc és szólótánc, melyek területileg nem oszlanak meg egyenlően. Máramarosra például a körtáncok és a párosak jellemzők, Biharra a sortáncok és a párosak, Dél-Munténiára a körtáncok, Olténiára a sortáncok, Dél-Erdélyre a kis csoportban művelt páros táncok, a csoportos és szólólegényesek.
A táncosok neme szerint vannak férfitáncok, mint Erdélyben a verbunkos vagy Olténiában a căluș, nőtáncok (főleg a Küküllők mentén) és vegyesek, mindegyik régióban.
Egykor a talpalávalót csak furulya vagy duda szolgáltatta, később pedig olyan együttesek, mint a fentebb említettek. A legismertebb táncok a havasalföldi és moldvai horă, egy lassú körtánc, az ugyanazokban a régiókban táncolt sârbă, egy gyors körtánc, a máramarosi és avassági csoportos legényes.
Havasalföldön honos a még viszonylag nemrég rituálisként művelt căluș, mely felkerült az UNESCO Szellemi kulturális örökség listájára. A táncosok titkos társaságot alkottak, és húsvét után három héttel bejárták két héten át pünkösdig a falujuk körüli vidéket, hogy táncukkal gyógyítsák a rossz tündérek által elvarázsolt embereket, mivel az volt a hiedelem, hogy kapcsolatban vannak a tündérekkel. Ezen kívül a legényesek is szerepelnek az UNESCO listáján mint romániaiak, azaz román, magyar és roma táncok.
Általában résztvevőik a táncokat csujogatásokkal kísérik, melyeket a kutatók a lírai népköltészetbe szoktak sorolni.

### Népköltészet és népi próza
A népi versek részben énekelt szövegek, részben mondottak. Az utóbbiak között is van rituális, azaz népszokások keretében művelt, és ezeken kívüli. Szokásokon kívül művelnek prózai szövegeket is.

#### Rituális versek
A rituális versek egyik kategóriája a naptárhoz kötötteké, melyeknek alkalomként szolgálnak az ünnepek és a mezei munka időszakai. Ide tartozik például az újévkor szokásos plugușor (szó szerint „ekécske”). Ez valószínűleg római eredetű leíró jellegű vers, mely csaknem az összes románok lakta régióban megvan. Előadói ekét hordozva járnak házról házra, és leírják a búzatermesztés folyamatát a földterület kiválasztásától a kalács elkészítéséig, a vers részei között bikát és kolompokat megszólaltatva, és ostorokat pattogtatva. A versnek mágikus, bőséget kívánó jellege van. Ugyancsak leírók és mágikus jellegűek az aratási énekek. Varázsigeszerű a verse paparude – lányok, asszonyok esőidézője. Szintén esőidéző a caloian nevű szokás keretében mondott vers, amikor egy agyagbabát megsirattak és eltemettek, majd „feltámasztották”. Ezek a szokások az aszálynak inkább kitett déli régiókban voltak honosak.
A rituális versek másik kategóriája az átmeneti szokásoké, azaz az ember életének momentumaihoz kötött. Ilyen például a gyermek születésekor a bábaasszony által mondott mágikus védő vagy/és jókívánság jellegű vers. A házasságkötés alkalmával is mondanak verseket. Az egyik az, amit akkor mondanak, amikor a menyasszony házához jön a násznép, hogy a templomba vigyék a lányt. Ez allegorikus jellegű, benne a vőlegény fiatal császár képében mint vadász keresi a sutaként megjelenített menyasszonyt. Ezt követik a lányságot, illetve legénységet búcsúztató dalok. A temetkezési szokásokhoz is tartoznak versek és dalok, a siratón kívül is, például Olténia és a Bánság, valamint Hunyad megye hegyvidékén legény halálakor énekelt „fenyő dala”. Ezt nők csoportja énekelte, amikor legények csapata egy, az erdőben kivágott fiatal fenyővel érkezett a faluba. A fenyőt a halottas háznál feldíszítették, majd a halottal együtt a temetőbe vitték, miközben a nők újra énekelték a dalt, és a sírnál hagyták.
Egy másik rituális vers a ráolvasás. A leggyakoribbak a betegségek gyógyítására és a szerelmi kívánságok megvalósulására szánt ráolvasások, de vannak a termés és a jószágok védelmére hivatottak is.

#### Szokásokon kívüli próza és vers
A legrövidebb prózai művek a közmondások és a találós kérdések.
Az egyik hosszabb prózai alkotás az adoma. Ennek humoros jellege van. Egyes adomák szatirikusak, kifigurázzák az emberi tökéletlenségeket. Sokukban az okos, de butaságot mímelő Păcală (az a păcăli „becsap” igéből képzett név) a főszereplő. Mások központjában az ördög eszén túljáró főleg nő áll.
A román folklórban is vannak mondák. Köztük van hiedelemmonda, eredetmagyarázó monda, történeti monda és vallásos monda.
A román népmesék között vannak állatmesék és fantasztikus mesék. Az utóbbiak szereplői, struktúrája, mondanivalója nagyban hasonlít a többi népek meséiben találhatókra. Pozitív főszereplői Făt-Frumos (szó szerint „szép legény”) és a szépséges Ileana Cosânzeana, a negatívak elsősorban a Sárkány, mely csak ritkán három- vagy hétfejű, és az anyasárkány által uralt családja. Kezdeti formulája A fost odată ca niciodată… (szó szerint „Volt egyszer, mint soha…”), a leggyakoribb befejező pedig a rímelő Și-am încălecat pe-o șa, și v-am spus povestea așa (szó szerint „És nyeregbe szálltam, és így mondtam el nektek a mesét”).
Az epikus ének, román népi kifejezéssel cântec bătrânesc (szó szerint „öreges ének”), nemzetközi szóval ballada több típusa létezik a román folklórban. A legismertebb fantasztikus-mitologikus balladák közé tartozik a Meșterul Manole (Manole mester), a magyar Kőműves Kelemen megfelelője, amely változatai az összes balkáni nép folklórjában is megtalálhatók. Ugyanannyira híres a Miorița (Bárányka) ballada, melynek vannak Moldvában és Erdélyben magyar változatai is.
Egy másik epikus énektípus a hősi ballada, például a Gruia lui Novac (Novac-fia Gruia), melynek hőse a törökök ellen harcolt. Betyárballadára példa Pintea Viteazul (Pintye vitéz). Ennek hőse észak-erdélyi betyár, majd II. Rákóczi Ferenc kapitánya volt.
Teljesen más jellegű az Európaszerte létező novellaszerű ballada, amely családi vagy szerelmi tragédiáról szól. Ilyen például a hűtlen feleség témájára alapuló Ghiță Cătănuță (Katonácska Ghiță) ballada.

### Népszokások
A fentebb említett rituális énekek, táncok és versek népszokások részei is.
Karácsonykor a kolindát külön gyerekek és férfiak gyakorolják. A romániai és moldovai férficsapatban való kolindálás szokását együtt vették fel az UNESCO Szellemi kulturális örökség listájára.

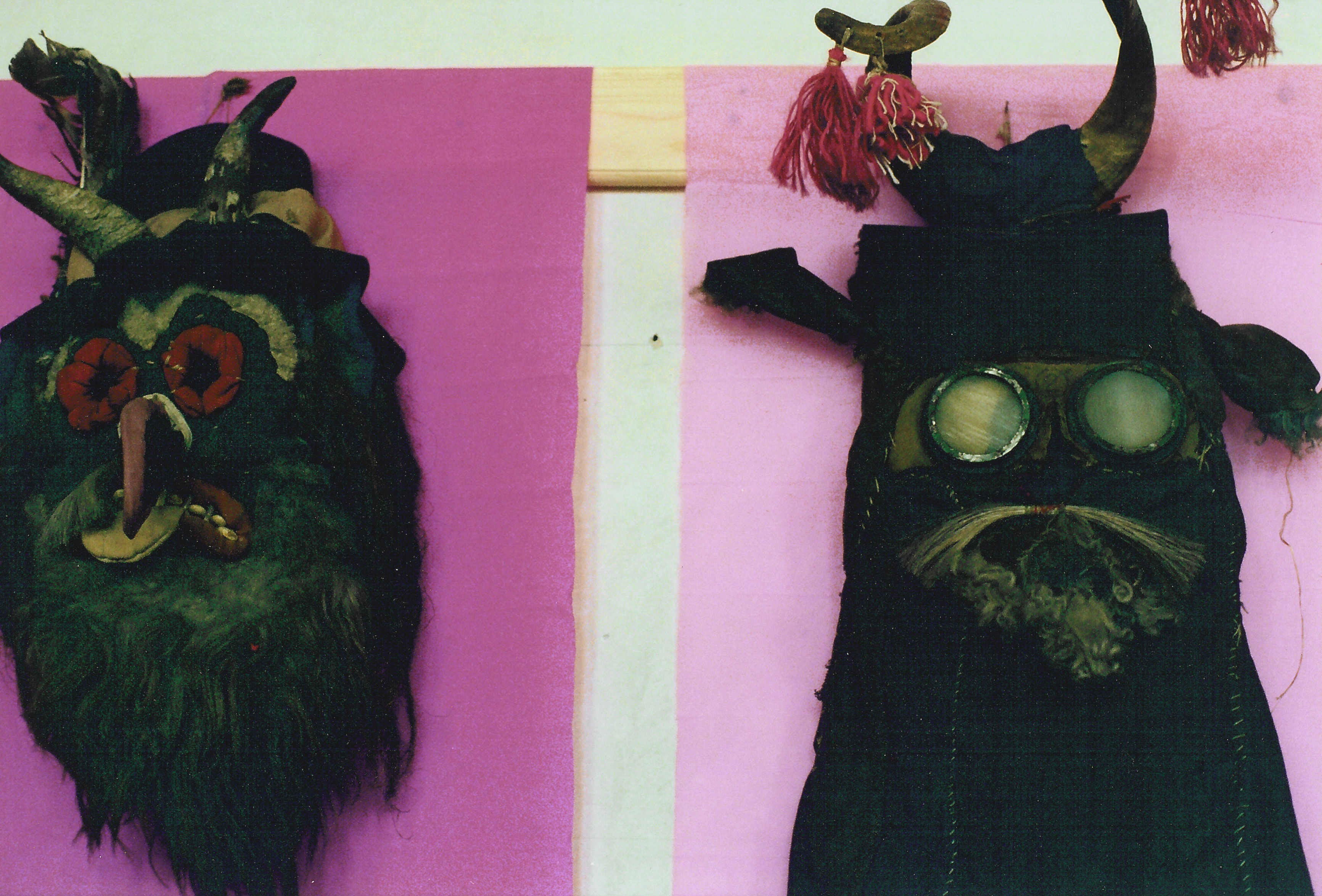
Újévi álarcok

A fentebb említett plugușor-on kívül, melyet hagyományosan férfiak űznek, csak gyerekek a Sorcova nevű szokással is kívánnak boldog új évet, feldíszített gyümölcsfaágakkal rituálisan érintve meg az otthonukban felkeresett embereket. Ugyancsak újévkor szokásos a busójárásra hasonlító álarcos járás, melyben régiótól függően a szarvas, az őstulok, a kecske, a róka, a gólya vagy más állat maszkját viselőket öregasszonynak és öregembernek álcázottak kísérik.
A déli megyékben február 24-e Dragobete, a szerelem napja, mely valamennyire a Bálint-napnak felel meg, és amióta az 1990-es években ez Romániában is meghonosodott, vannak próbálkozások a Dragobetét is újraéleszteni. A szokás pogány, tavaszi, a szlávoknál honos termékenységi rítusból származik. A név is szláv eredetű, a dragŭ „drága, kedves” szóból ered. Dragobete Erószra, a szerelem istenére emlékeztető fiatal férfi. A napot a madarak eljegyzésének napjának is nevezik. Reggelén az ünneplőbe öltözött lányok tavaszi virágokat szedtek, a fiúk pedig gallyakat, majd tüzeket gyújtottak, és körülöttük ülve a falu legényei és lányai közötti szimpátiákról és ellenszenvekről viccelődtek. Délfelé mindegyik lány a falu felé futott, és utána az a fiú vagy fiúk, aki(k)nek tetszett. Amikor egy fiú utolérte, a nyilvánosság előtt megcsókolhatta. Ha két fiú futott utána, hagyta, hogy megfogja az, amelyik tetszett neki. A falu a Dragobetele sărută fetele! „Dragobete a lányokat csókolja!” kiáltástól volt hangos. Az így keletkezett párok eljegyzetteknek számítottak egy évre. Az volt a hiedelem, hogy mindenki, aki jelen van ezen az ünnepen, egész évben egészséges lesz.

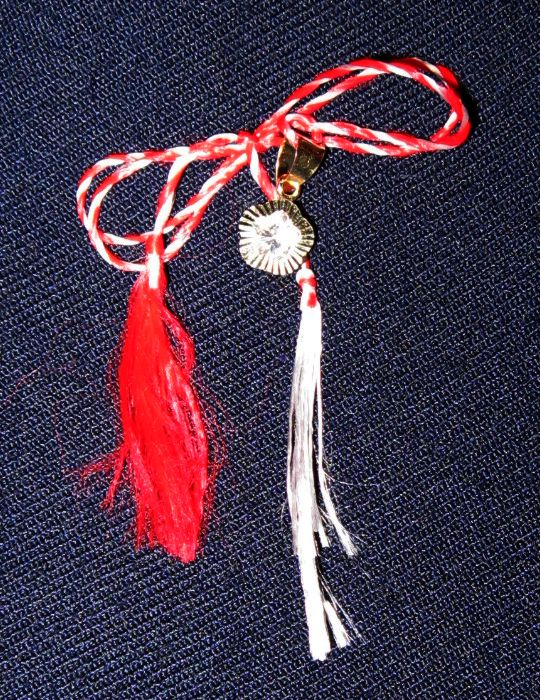
Márciuska

Március 1-e is tavaszi szokás napja. Mára ez Románia és Moldova összes városára is kiterjedt. Ekkor mărțișort, magyarul „márciuskára” lefordított nevű, egy piros és egy fehér összefont szálra kötött apró tárgyat ajándékoznak férfiak nőknek, nők nőknek, fiúgyerekek kislányoknak, mindkét nemű gyerekek női családtagjaiknak, mindkét nemű diákok nő pedagógusaiknak. Ezt egész március hónapban szokták viselni. Eredetileg mágikus, betegség, szerencsétlenség és megrontás elleni, szépséget megőrző funkciója volt, mint a piros színnek általában. Mivel a fehér szín hagyományosan a tisztaságot, az ártatlanságot szimbolizálja, ennek is helye lett a piros mellett. E színekhez az a jókívánság is kötődött, hogy viselője legyen fehér bőrű és pirospozsgás. A 19. század vége felé kis ezüst pénzérmét kezdtek kötni a szálakra, amellyel egészség mellett sikert és gazdagságot is kívántak. Később a legkülönbözőbb kis tárgyak helyettesítették ezt. Lehet apró kereszt, medál alakú szentkép, fémből készült és festett négylevelű lóhere, műanyagból vagy fémből készült szívecske, de lehet arany vagy drágakőből készült ékszerféle is, mivel a szokáshoz már egész kézműipar kapcsolódik. Régen a márciuskát anya készítette gyerekének, nő saját magának, ritkábban lány annak a fiúnak, akit szeretett, esetleg fiú és lány márciuskát cseréltek egymással. Többnyire a csuklón vagy a nyakon viselték, majd leginkább mellre tűzve. Egyébként e szokás változatai megvannak mindegyik balkáni nép folklórjában is.

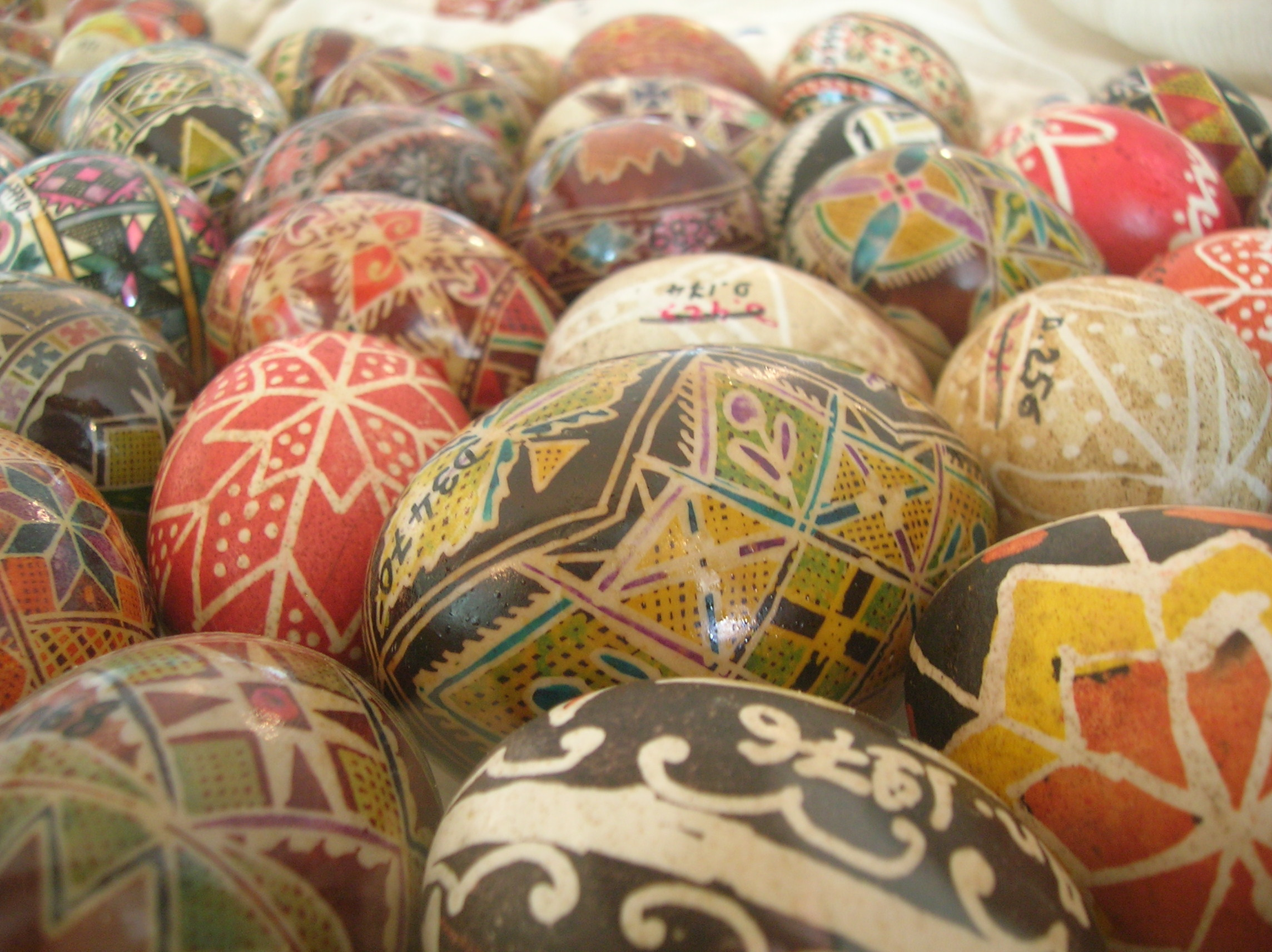
Bukovinai hímes tojások

A húsvéthoz kötődik a románoknál is a tojásdíszítés szokása. Ez Bukovinában a legkidolgozottabb, a szomszédos ukrajnai Bukovinában honos stílusúhoz hasonló.
Június 24-én, a nyári napforduló alkalmával a déli országrészben a Drăgaica vagy Sânziana nevű szokás volt honos. Az első név a szláv draga (a dragŭ nőnemű alakja) szóból, az utóbbi a latin Sancta Diana „Szent Diana” szókapcsolatból ered. Az általa képviselt valaki pogány agráristenségből származik. Ez is rituális jellegű, a föld termékeinek, főleg a búzának a megóvását és a termés gazdagságát volt hivatott biztosítani. A rítusban lányok csapata vett részt, akiket drăgaicáknak vagy sânzianáknak neveztek. A szokás egyik régi változatában ünnepi ruhát viseltek, a fejükön fehér fátyollal és tejoltó galaj virágokból készült koronával. Ilyen virágokból készült övet is viseltek, kezükben pedig sarlót és búzakalászokat tartottak. Korán reggel futásban elindultak a faluból nevetve és kurjongatva. Ha másik hasonló csapattal találkoztak, a sarlóikkal viadalt utánoztak. A határban a legjobb termésű táblánál álltak meg. Itt hol csendes, hol kurjantásos körtáncokat jártak, majd szintén futva visszatértek a faluba. Ennek végében legények locsolták le őket vízzel. A faluban, ott ahol a vasárnapi tánc szokott lenni, újra vidám körtáncot jártak.

## Városi folklór

### Zene
Városi zenei folkrórról a 17–18. századtól kezdve lehet szó. Török hatásra jött létre, mivel a 16. század óta a fejedelmek török zeneegyütteseket fogadtak udvarukban különféle hivatalos események alkalmával. A konstantinápolyi görög származású fejedelmek, akik a 18. században és a 19. elején uralkodtak, még inkább megerősítették ezt a befolyást. A török és a görög énekek voltak divatosak a bojárok körében. Kétnyelvű, görög és román énekszövegek is fennmaradtak abból az időből. De már ugyanabban nyugati zene is elkerült előbb Moldvába, Lengyelországból, majd Oroszországból. A bojárok elkezdtek nyugatiasodni, szalonjaikban bécsi keringőt, polonézt és más nyugati táncokat jártak, és különösen szerették a nyugati típusú románcot. A keleti, majd a nyugati zenét kedvelte a falusi eredetű városi köznép is. Így keletkezett a városi zenei folklór, mely a falusiból megtartotta a lírai dalt és a táncot, és magáévá tette a románcot, a slágert stb.
Keleties dalokat Anton Pann jegyzett le és publikált könyveiben, a 19. század első felében, valamint kéziratban is fennmaradtak. Hivatásos, többnyire roma muzsikusok vettek át létező keleti dallamokat vagy szereztek ilyen stílusúakat akkoriban ismert költők verseire, amelyek a városi nép körében változatokkal éltek tovább, eredeti szerzőik elfelejtődtek, és így lettek folklórrá. „Világi énekek” néven ismerik őket, és a szerelem okozta kínokat éneklik meg bennük érzelgős siránkozással. Ez a stílus az 1880-as évekig élt.
A nyugati zene a román falusi tánczenét befolyásolta a városi folklórban, és úgy hangszeres, mint vokális-hangszeres alakban művelték. 1880 után megsokszorozódtak a szöveges hórák és sârbák. Olyanok jelentek meg, mint a csavargók, a könyvkereskedők, a vízhordók, a cipészek stb. hórája vagy sârbája. Ilyeneken kívül népies kuplék is forgalomban voltak.
A fenti típusú keleti és nyugati hatástól mentes városi népies műzene is kialakult, roma muzsikusok és művelt zeneszerzők szerzeményeiből. A 19. század vége felé és a 20. elején ún. koncerthórák lettek népszerűek, mint például a Ciocârlia (A pacsirta), vagy a Hora staccato (Staccato hóra), melyet Grigoraș Dinicu  roma muzsikus komponált, aki konzervatóriumot is végzett, és szimfonikus zenét is játszott.
A városi folklórhoz tartozik az utóbbi évtizedekben divatba jött manea (többes számban manele). Így hívták a 19. század közepén a bojárok által kedvelt lassú és érzelgős török zenét, melyet román szöveggel láttak el. Ez a zene utólag csak a dobrudzsai törökök körében élt. A városokban feledésbe merült az 1960-as évekig, amikor bukaresti roma muzsikusok újra felfedezték, és elkezdték művelni, de már dinamikus ritmussal. Elterjedt a romák között, de nem fogadták el a médiában. Csak az 1990-es években hatolt be mint mulató zene főleg a városi szegényebb, nem csak roma társadalmi rétegbe. Ugyanakkor változott is. Már régebben is fúziós műfaj volt, összeötvözve keleti (török, arab, indiai) és balkáni (görög, szerb) zenei elemeket a roma és a román zenei folklór elemeivel. Az 1990-es években sztárjai jelentek meg ennek a műfajnak, roma énekesek, akik mindenféle nyugati zenék elemeit is hozzáadják. Vannak benne elemek olyan zenékből, mint a rock, a pop, a rap, a diszkó, a jazz, a filmzene, az 1980-as – 1990-es évek könnyűzenéje stb., de még ismert zenei darabok részleteit is beleveszik.

### Viccek
Prózai műfaj a városi folklórban a vicc. Akárcsak más népek viccei, a román viccek tematikája is gazdag, és részben hasonló a többi európai nép vicceiéhez, akárcsak a felépítésük. Vannak a nemiséggel kapcsolatos tartalmúak, különféle etnikumokról szóló, általában xenofób viccek, a román régiók lakosairól szólóak, rendőrviccek, orvosokról, bírókról, anyósokról, állatokról, politikusokról szólóak, szóviccek stb. Egyes más országokban született viccek vagy vicctípusok a románok között is forgalomban vannak, mint a skótviccek vagy a szőke nős viccek.
A román viccekben is van valós személyek nevén kívül (többnyire politikusoké) néhány képzelt neves szereplő. A legelterjedtebb Bulă, aki általában gyerek vagy kamasz, mint a magyar Móricka, akire részben hasonlít, de felnőtt is lehet.
Közös volt a kelet- és közép-európai országokkal, a kommunizmus idejében, a rendszerellenes politikai vicc típusa. Egyeseknek ország szerinti változataik voltak. Példa:

„Bulă merge pe strada. Un amic îl strigă:

− Bulă, am auzit că ai intrat în partid.

Bulă ridică pe rând câte un picior și, privind cu atenție talpa, întreabă:

− În ce zici c-am intrat?
Bulă halad az utcán. Egy barátja megszólítja:

– Bulă, azt hallottam, beléptél a pártba.

Bulă egymás után felemeli a két lábát, figyelmesen megnézi a talpát, és megkérdi:

– Mit mondasz, mibe léptem?”

Egyéb politikai viccek csak Románia helyzetére utaltak, például Ceaușescu idejében az élelmiszerek hiányára. Példa:

„Un tip intră într-un magazin.

– Nu vă supărați, nu aveți pește aici?

– Aici nu avem carne, pește nu au alături.
Egy ipse bemegy egy boltba.

– Kérem szépen, itt nincs hal?

– Itt hús nincs, hal a szomszédos boltban nincs.”

Politikai viccek az 1990-es rendszerváltozás után is keletkeztek. Példa:

„Președintele Senatului, Petre Roman, observă un senator care doarme în timp ce el ține o cuvântare.

− Domnule senator, vă rog să-l treziți pe colegul dumneavoastră care, pe lângă că doarme, a început să și sforăie.

− Domnule președinte, nu e corect! Dumneavoastră l-ați adormit, dumneavoastră să-l treziți!
Petre Roman, a Szenátus elnöke, észreveszi, hogy egy szenátor alszik, miközben ő beszédet tart.

– Szenátor úr, kérem, ébressze fel a kollégáját, aki nemhogy alszik, de elkezdett horkolni is.

– Elnök úr, ez nem helyes! Ön altatta el, Ön ébressze is fel!”